# Alina Kowalska-Pińczak
Alina Kowalska-Pińczak (* 10. Juni 1948 in Bromberg) ist eine polnische Dirigentin.

## Leben
Kowalska-Pińczak studierte von 1967 bis 1972 Komposition und Musiktheorie an der Staatlichen Hochschule für Musik Danzig sowie im Anschluss bis 1990 Gesang und Schauspiel an der Musikakademie Breslau. 1980 promovierte sie und ist seit 2001 Professorin für Musikwissenschaft an der Musikakademie Danzig.
Sie war 1981 Mitbegründerin des Ensembles Cappella Gedanensis. Für ihre Leistungen erhielt sie unter anderem 2005 den Orden Polonia Restituta.

## Diskographie (Auswahl)
- Musica polonica, Bella Musica, 1987[1]
- Music Of Old Gdańsk, Cappella Gedanensis, 1997[2]
- Alina Kowalska-Pińczak – Cappella Gedanensis & Konstanty Andrzej Kulka - Telemann - Volckmar - Büthner, Soliton, 2006[3]

## Auszeichnungen (Auswahl)
- 2001: Verdienstkreuz der Republik Polen[4]
- 2005: Orden Polonia Restituta[5]
- 2007: Gloria-Artis-Medaille für kulturelle Verdienste[6]